# روی سیلوا (دونده)
روی سیلوا (پرتغالی: Rui Silva؛ زادهٔ ۳ اوت ۱۹۷۷) دونده دو استقامت و دونده دو نیمه‌استقامت اهل پرتغال بود.
از افتخارات وی میتوان به کسب مدال برنز دو ۱۵۰۰ متر در بازی‌های المپیک تابستانی ۲۰۰۴ اشاره کرد.